# Conselho Superior de Defesa Nacional
O Conselho Superior de Defesa Nacional (CSDN), é um órgão do Estado Português específico para consulta do Presidente da República em relação a assuntos de defesa nacional e ao funcionamento e disciplina das Forças Armadas Portuguesas.

## Composição do CSDN
O CSDN é composto por um conjunto de dirigentes políticos e militares, entre os quais:
- Primeiro-Ministro;
- Vice-Primeiro-Ministro e Ministros de Estado, se os houver;
- Ministro da Defesa Nacional, Ministro dos Negócios Estrangeiros, Ministro da Administração Interna e Ministro das Finanças;
- Ministros responsáveis pelas áreas da indústria, energia, transportes e comunicações;
- Chefe do Estado-Maior-General das Forças Armadas;
- Representantes da República para as Regiões Autónomas;
- Presidentes dos governos das Regiões Autónomas dos Açores e da Madeira;
- Presidente da Comissão de Defesa Nacional da Assembleia da República;
- Chefes do Estado-Maior da Armada, do Exército e da Força Aérea;
- Dois Deputados à Assembleia da República.

O Presidente da República pode, por sua iniciativa ou a pedido do Primeiro-Ministro, convidar outras pessoas para participar, sem direito a voto, em reuniões do Conselho Superior de Defesa Nacional.
O Conselho Superior de Defesa Nacional reúne ordinariamente a cada três meses e extraordinariamente sempre que for convocado pelo Presidente da República, por sua iniciativa ou a pedido do Primeiro-Ministro.

## Competências
Compete ao CSDN emitir parecer sobre:
- A declaração de guerra e feitura da paz;
- A política de defesa nacional;
- A aprovação de tratados internacionais em que o Estado assume responsabilidades internacionais no domínio da defesa, nomeadamente os tratados de participação de Portugal em organizações internacionais de segurança e defesa, bem como os tratados de paz, de defesa, de retificação de fronteiras e os respeitantes a assuntos militares;
- Os projetos e as propostas de atos legislativos relativos à política de defesa nacional e das Forças Armadas, à organização, funcionamento e disciplina das Forças Armadas e às condições de emprego das Forças Armadas no estado de sítio e no estado de emergência;
- Os projetos e as propostas de leis de programação militar;
- O projeto de conceito estratégico de defesa nacional;
- A participação de destacamentos das Forças Armadas em operações militares no exterior do território nacional;
- A organização da proteção civil, da assistência às populações e da salvaguarda dos bens públicos e particulares, em caso de guerra;
- As infraestruturas fundamentais de defesa;
- As propostas relativas à mobilização e à requisição, necessárias à prossecução dos objetivos permanentes da política de defesa nacional;
- Outros assuntos relativos à defesa nacional e às Forças Armadas que lhe sejam submetidos pelo Presidente da República, por iniciativa própria ou a pedido do Primeiro-Ministro.

Compete ao Conselho Superior de Defesa Nacional, no âmbito administrativo:
- Confirmar o conceito estratégico militar e aprovar as missões específicas das Forças Armadas e os sistemas de forças necessários ao seu cumprimento, após proposta do Ministro da Defesa Nacional;
- Aprovar as propostas de nomeação e exoneração do Presidente do Supremo Tribunal Militar, a funcionar em tempo de guerra, dos comandantes -chefes, dos comandantes ou representantes militares junto da organização de qualquer aliança de que Portugal seja membro, bem como os oficiais generais, comandantes de força naval, terrestre ou aérea destinadas ao cumprimento de missões internacionais naquele quadro.

Compete ao Conselho Superior de Defesa Nacional, durante o estado de guerra:
- Definir e activar os teatros e zonas de operações;
- Aprovar as cartas de comando destinadas aos comandantes-chefes;
- Aprovar a orientação geral das operações militares e os planos de guerra;
- Estudar, adoptar ou propor as medidas indispensáveis para assegurar as necessidades da vida colectiva e das Forças Armadas.

## Composição atual
| Presidente do Conselho Superior de Defesa Nacional |                         |            |                         |                                |
| Retrato                                            | Nome                    | Estatuto   | Cargo                   | Nascimento                     |
|                                                    | Marcelo Rebelo de Sousa | Presidente | Presidente da República | Lisboa, 12 de dezembro de 1948 |

| Membros do Conselho Superior de Defesa Nacional |                                |                  |                                                                      |                                             |
| Retrato                                         | Conselheiro                    | Estatuto         | Cargo                                                                | Nascimento                                  |
|                                                 | Luís Montenegro                | Inerência        | Primeiro-Ministro                                                    | Porto, 16 de fevereiro de 1973              |
|                                                 | Paulo Rangel                   | Inerência        | Ministro de Estado e dos Negócios Estrangeiros                       | Vila Nova de Gaia, 18 de Fevereiro de 1968  |
|                                                 | Joaquim Miranda Sarmento       | Inerência        | Ministro do Estado e das Finanças                                    | Lisboa, 7 de agosto de 1978                 |
|                                                 | Nuno Melo                      | Inerência        | Ministro da Defesa Nacional                                          | Vila Nova de Famalicão, 18 de março de 1966 |
|                                                 | Maria Lúcia Amaral             | Inerência        | Ministra da Administração Interna                                    | Nova Lisboa, 10 de junho de 1957            |
|                                                 | Miguel Pinto Luz               | Inerência        | Ministro das Infraestruturas e Habitação                             | Lisboa, 8 de março de 1977                  |
|                                                 | Manuel Castro Almeida          | Inerência        | Ministro da Economia e da Coesão Territorial                         | São João da Madeira, 28 de outubro de 1957  |
|                                                 | Maria da Graça Carvalho        | Inerência        | Ministra do Ambiente e Energia                                       | Beja, 9 de abril de 1955                    |
|                                                 | General José Nunes da Fonseca  | Inerência        | Chefe do Estado-Maior-General das Forças Armadas                     | Mafra, 1961                                 |
|                                                 | Ireneu Cabral Barreto          | Inerência        | Representante da República para a Região Autónoma da Madeira         | Ponta do Sol, 5 de fevereiro de 1941        |
|                                                 | Pedro Catarino                 | Inerência        | Representante da República para a Região Autónoma dos Açores         | Lisboa, 5 de dezembro de 1941               |
|                                                 | Miguel Albuquerque             | Inerência        | Presidente do Governo Regional da Madeira                            | Funchal, 4 de maio de 1961                  |
|                                                 | José Manuel Bolieiro           | Inerência        | Presidente do Governo Regional dos Açores                            | Povoação, 23 de junho de 1965               |
|                                                 | Pedro Pessanha                 | Inerência        | Presidente da Comissão de Defesa Nacional da Assembleia da República | Lisboa, 22 de setembro de 1966              |
|                                                 | Almirante Jorge Nobre de Sousa | Inerência        | Chefe do Estado-Maior da Armada                                      | 1963                                        |
|                                                 | General João Cartaxo Alves     | Inerência        | Chefe do Estado-Maior da Força Aérea                                 | Almada, dezembro de 1962                    |
|                                                 | General Eduardo Mendes Ferrão  | Inerência        | Chefe do Estado-Maior do Exército                                    | Lisboa, 17 de fevereiro de 1962             |
| Eleitos pela Assembleia da República            |                                |                  |                                                                      |                                             |
|                                                 | Francisco César                | Eleito (PS)      | Deputado da Assembleia da República                                  | Lisboa, 11 de novembro de 1978              |
|                                                 | Silvério Regalado              | Eleito (PPD/PSD) | Deputado da Assembleia da República                                  | Vagos, 7 de maio de 1979                    |